# Vitello tonnato

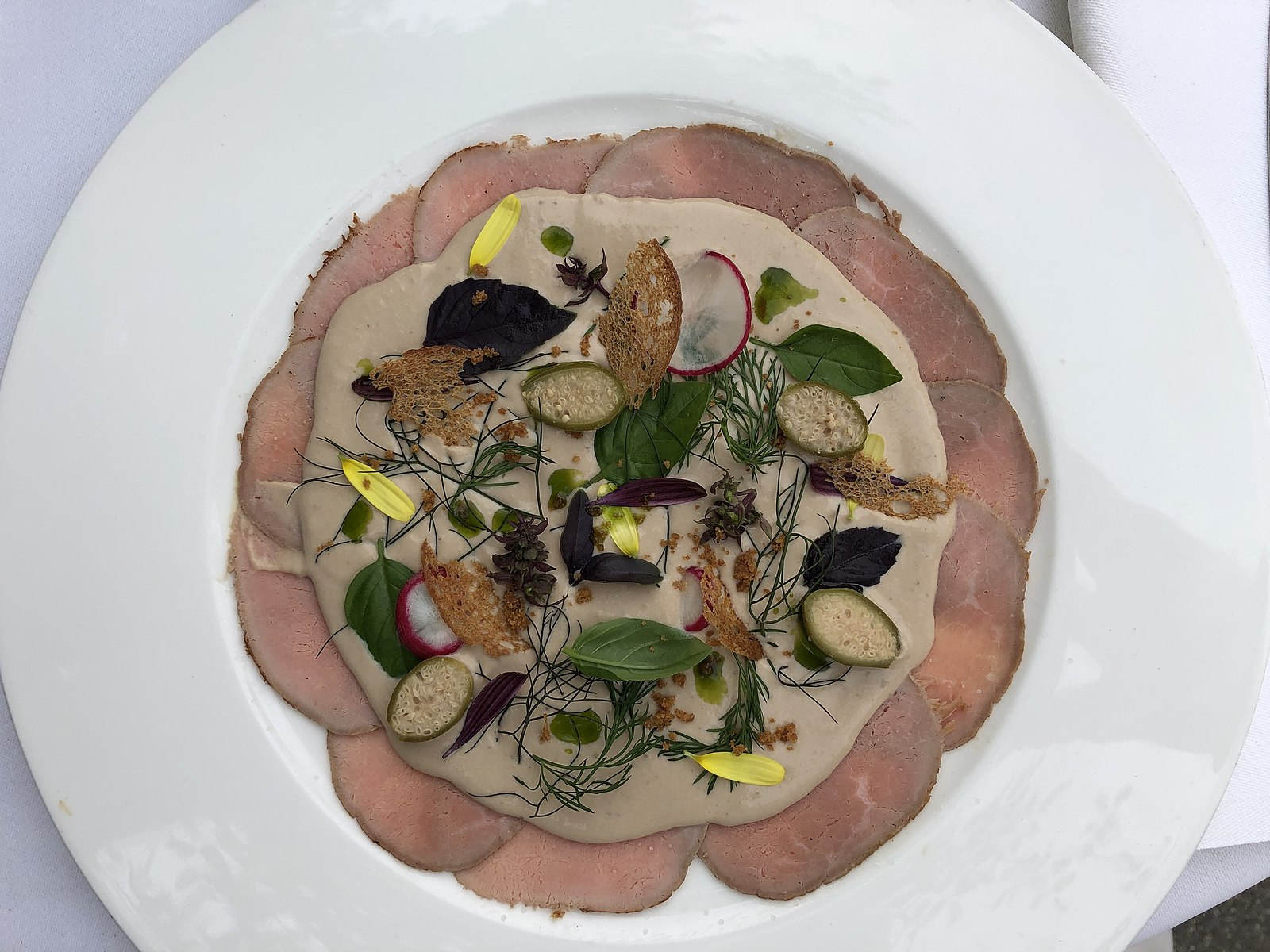
Vitello tonnato

Vitello tonnato (von italienisch vitello ‚Kalb‘, tonno ‚Thunfisch‘ – tonnato mit Thunfisch) ist ein aus dem Piemont stammender Antipasto. Bei dieser Vorspeise der italienischen Küche handelt es sich um in einer Gemüsebrühe und Weißwein gekochtes, dünn aufgeschnittenes Kalbfleisch, das erkaltet mit einer Thunfischsauce überzogen wird.
Die fein pürierte Sauce besteht meist aus eingelegtem Thunfisch, Mayonnaise, ein wenig Kochwasser des Fleisches, Sardellen und Kapern, jedoch gibt es regional abweichende Rezepturen. Das Gericht wird gekühlt und mariniert serviert und mit Zitronenscheiben und Kapern oder Kapernäpfeln dekoriert, dazu wird Weißbrot gereicht.